# Vergilius-meester

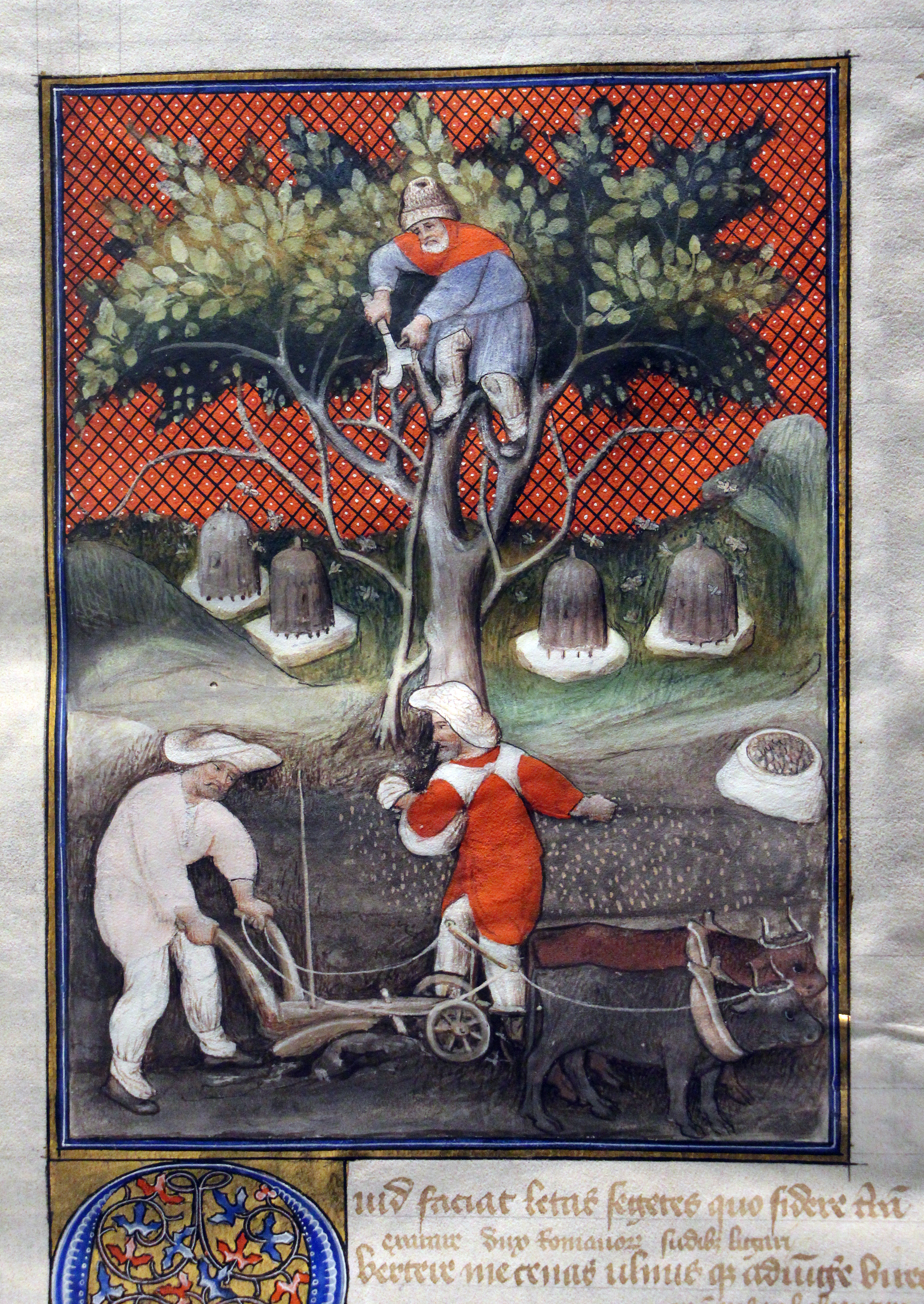
Afbeelding uit de Aeneis en de Bucolica van Vergilius

De Vergilius-meester was een miniaturist die tussen 1380 en 1420 actief was in Parijs. Zijn noodnaam verwijst naar het handschrift van de Aeneis en de Bucolica van Vergilius (ms Med. Pal. 69), nu in de Biblioteca Medicea Laurenziana in Florence, dat hij verluchtte. Hij kreeg zijn noodnaam van Millard Meiss.

## Loopbaan
Tussen 1390 en 1410 is deze meester in dienst bij Jan van Frankrijk, hertog van Berry, een van de grootste bibliofielen van zijn tijd. Voor Jan van Berry verluchtte hij minstens zes manuscripten. Van Jacques Coureau, de penningmeester van de hertog, kreeg hij ook verschillende opdrachten, onder meer voor de verluchting van het werk van Vergilius waarnaar hij genoemd werd.
Hij werkte samen met andere bekende meesters uit zijn tijd zoals de Boucicaut-meester en de Egerton meester.

## Werken
Hierbij een lijst van enkele belangrijke werken van deze meester of werken waaraan hij meewerkte:
- Aeneis en de Bucolica van Vergilius, Biblioteca Medicea Laurenziana, ms Med. Pal. 69
- Chroniques de France ou de St Denis (1270 to 1380), British Library, Royal 20 C VII[2]
- Durandus van Campania in een anonieme vertaling, Miroir des dames, British Library, Additional 29986[3]
- Guyart des Moulins, Bible historiale, de vroege versie, British Library, Royal 15 D III[4]
- Jean Creton, La Prinse et mort du roy Richart, British Library, Harley 1319[5]
- Bible historiale, in 2 volumes, British Library, Harley 4381-4382[6][7]
- Guyart des Moulins, Bible historiale, uit de verzameling van Jan van Berry, Bibliothèque de l’Arsenal,[8]
- Titus Livius, Ab urbe condita (vertaling Pierre Bersuire), uit de verzameling van Jan van Berry, BnF, français 263,[9]
- Valerius Maximus, Faits et dits mémorables, BnF, manuscript aangeboden door Jacques Coureau aan Jan van Berry, Ms français 282[10]
- Getijdenboek voor gebruik van Rome, Cambridge, Fitzwilliam Museum, Mac Clean 079
- Liber Alchandrei philosophi, J. Paul Getty Museum, Ms. 72
- Augustinus, La Cité de Dieu (Vol. II). vertaling uit het Latijn door Raoul de Presles, Koninklijke Bibliotheek (Nederland), RMMW, 10 A 12
- Jean Froissart, Chroniques (Vol. I), Koninklijke Bibliotheek (Nederland), KB, 72 A 25 Koninklijke Bibliotheek (Nederland)
- Guiart de Moulins, Bible Historiale, Koninklijke Bibliotheek van België, Ms 9001, 9002, 9024, 9025
- Barthélemy l’Anglais, Livre des propriétés des choses, uit de verzameling van Jan van Berry, Musée Condé, ms. 339
- Les grandes chroniques de France, dites la Chronique de Saint Denis, depuis les origines fabuleuses jusqu’au couronnement de Charles VI. Chantilly, Musée Condé, ms. 867
- Le Livre de l’art de chevalerie de Végèce, anonieme vertaling, Torino, Biblioteca Reale, Saluzzo 188